# Naturlig dræbercelle
 Der er for få eller ingen kildehenvisninger i denne artikel, hvilket er et problem. Du kan hjælpe ved at angive troværdige kilder til de påstande, som fremføres i artiklen.

Naturlige dræberceller eller NK-celler er en del af det innate immunsystem, og er særligt vigtigt ved infektion med virus.